# Zhang Xiaowen
Zhang Xiaowen (en chino, 张小文; Xingning, China; 15 de julio de 1964) es un exfutbolista de China que jugaba en la posición de defensa.

## Carrera

### Club
Jugó toda su carrera con el Guangdong FC de 1983 a 1993.

### Selección nacional
Jugó para China en 19 partidos entre 1988 y 1990 anotando dos goles, participó en los Juegos Olímpicos de Seúl 1988 y en la Copa Asiática 1988.